# Eritrichium humilis
Eritrichium humilis là loài thực vật có hoa trong họ Mồ hôi. Loài này được A. DC. mô tả khoa học đầu tiên.